# Аполіпопротеїн M
Аполіпопротеїн M, APOM (англ. Apolipoprotein M) – білок, який кодується геном APOM, розташованим у людей на короткому плечі 6-ї хромосоми. Довжина поліпептидного ланцюга білка становить 188 амінокислот, а молекулярна маса — 21 253.
| 10         |  | 20         |  | 30         |  | 40         |  | 50         |
| ---------- |  | ---------- |  | ---------- |  | ---------- |  | ---------- |
| MFHQIWAALL |  | YFYGIILNSI |  | YQCPEHSQLT |  | TLGVDGKEFP |  | EVHLGQWYFI |
| AGAAPTKEEL |  | ATFDPVDNIV |  | FNMAAGSAPM |  | QLHLRATIRM |  | KDGLCVPRKW |
| IYHLTEGSTD |  | LRTEGRPDMK |  | TELFSSSCPG |  | GIMLNETGQG |  | YQRFLLYNRS |
| PHPPEKCVEE |  | FKSLTSCLDS |  | KAFLLTPRNQ |  | EACELSNN   |  |            |

A: Аланін

C: Цистеїн

D: Аспарагінова кислота

E: Глутамінова кислота

F: Фенілаланін

G: Гліцин

H: Гістидин

I: Ізолейцин

K: Лізин

L: Лейцин

M: Метіонін

N: Аспарагін

P: Пролін

Q: Глутамін

R: Аргінін

S: Серин

T: Треонін

V: Валін

W: Триптофан

Задіяний у таких біологічних процесах, як транспорт, транспорт ліпідів, альтернативний сплайсинг. 
Секретований назовні.